# Mai Văn Ninh
Mai Văn Ninh (sinh ngày 20 tháng 6 năm 1957) là một chính trị gia người Việt Nam. Ông từng là Chủ tịch Hội đồng nhân dân tỉnh Thanh Hóa nhiệm kì 2011-2016, Chủ tịch Ủy ban nhân dân tỉnh Thanh Hóa nhiệm kì 2004-2009. Trong Đảng Cộng sản Việt Nam, ông từng là Ủy viên Trung ương Đảng, Phó Trưởng ban Thường trực Ban Tuyên giáo Trung ương (12/2014-7/2017), Bí thư Tỉnh ủy tỉnh Thanh Hóa (10/2010-11/2014).

## Xuất thân
Mai Văn Ninh sinh ngày 20 tháng 6 năm 1957, quê quán ở thị trấn Nga Sơn, huyện Nga Sơn, tỉnh Thanh Hóa.

## Giáo dục
Ông có bằng thạc sĩ.

## Sự nghiệp
Trước 15 tháng 2 năm 2008, ông từng là Phó Chủ tịch Ủy ban nhân dân tỉnh Thanh Hóa.
Ngày 15 tháng 2 năm 2008, tại kỳ họp thứ 10, HĐND tỉnh Thanh Hóa khóa 15, ông được bầu làm Chủ tịch Ủy ban nhân dân tỉnh Thanh Hóa nhiệm kỳ 2004-2009 với tỷ lệ phiếu bầu 94,56%. Còn ông Lê Ngọc Hân, Phó Bí thư Tỉnh ủy Thanh Hóa được bầu làm Chủ tịch Hội đồng nhân dân tỉnh Thanh Hóa.
Ngày 26/2/2008, Thủ tướng Chính phủ đã phê chuẩn ông Mai Văn Ninh, Ủy viên Thường vụ Tỉnh ủy, Phó Chủ tịch UBND tỉnh, giữ chức Chủ tịch UBND tỉnh Thanh Hóa theo Quyết định số 234/QĐ-TTg.
Sau đó ông được bầu làm Phó Bí thư Tỉnh ủy Thanh Hóa.
Tháng 10 năm 2010, ông đắc cử chức Bí thư tỉnh ủy Thanh Hóa nhiệm kỳ 2010-2015 với số phiếu tín nhiệm 100%.
Sáng 6/12/2010, kỳ họp HĐND tỉnh Thanh Hóa lần thứ 18, khóa 15, ông được bầu giữ chức Chủ tịch HĐND tỉnh Thanh Hóa nhiệm kì 2004-2011. Trước đó cùng ngày, HĐND tỉnh Thanh Hóa đã đồng ý cho ông thôi giữ chức Chủ tịch Ủy ban nhân dân tỉnh Thanh Hóa.
Ông là ủy viên BCH TW ĐCSVN khóa 11.
20/6/2011, Mai Văn Ninh, Bí thư tỉnh ủy Thanh Hóa tái đắc cử chức Chủ tịch Hội đồng nhân dân tỉnh Thanh Hóa nhiệm kì 2011-2016.
Từ tháng 12 năm 2014, ông là Phó Trưởng ban Thường trực Ban Tuyên giáo Trung ương Đảng Cộng sản Việt Nam (Quyết định số 1518-QĐNS/TW, ngày 12/11/2014).
Tháng 7 năm 2017, ông nghỉ hưu theo chế độ chính sách. Thay thế ông giữ chức Phó Trưởng ban Thường trực Ban Tuyên giáo Trung ương Đảng Cộng sản Việt Nam là ông Võ Văn Phuông.

## Kỷ luật Cảnh cáo[13]
Ngày 28/7/2023, tại Trụ sở Trung uơng Đảng, dưới sự chủ trì của đồng chí Tổng Bí thư Nguyễn Phú Trọng, Bộ Chính trị và Ban Bí thư đã xem xét, thi hành kỷ luật Ban Thường vụ Tỉnh ủy Thanh Hóa nhiệm kỳ 2010-2015, 2015-2020 và một số nguyên lãnh đạo tỉnh Thanh Hóa.
Nhận thấy Mai Văn Ninh đã thiếu trách nhiệm, buông lỏng lãnh đạo, chỉ đạo, thiếu kiểm tra, giám sát; vi phạm quy định những điều đảng viên không được làm và trách nhiệm nêu gương, gây hậu quả nghiêm trọng, thiệt hại lớn ngân sách nhà nước, dư luận xấu trong xã hội, làm giảm uy tín của tổ chức đảng, chính quyền địa phương.
Bộ Chính trị đã quyết định thi hành kỷ luật Cảnh cáo Mai Văn Ninh.